# Martin Weinek
Martin Weinek (Leoben, Austrija, 30. lipnja 1964.) austrijski je glumac. Najpoznatiji je po svojoj ulozi u televizijskoj seriji Inspektor Rex, gdje glumi inspektora Fritza Kunza. 

## Biografija
Weinek je studirao dramsku umjetnost od 1983. do 1986. kod profesora Petera P. Josta. Od 1986. se predao kazališnim ulogama i glumio je u raznim bečkim kazalištima. Svoju je prvu malu filmsku ulogu imao u Nachsaisonu, gdje je glumio liftboja. Godine 1987. glumio je u Der Lechner Edi schaut ins Paradies Jure Soyfera, redatelja Georga Mittendreina na festivalu Ruhrfestspiele Recklinghausen i ulogu uličnog čistača u filmu Müllomania Dietera Bernera. Godine 1988. i 1989. Weinek je radio u bečkom Jura Soyfertheateru i još nekim manjim kazalištima, gdje je bio i redatelj, umjetnički direktor i producent.
Weinek se godine 1989. pojavio u televizijskoj seriji Calafati Joe. Od 1990. do 1991. je bio umjetničkim direktorom u hernalškom gradskom kazalištu.
Godine 1999. Weinek je dobio ulogu inspektora Kuntza u, ispostavilo se, jednoj od najpopularnijih austrijskih TV serija, Inspektoru Rexu, gdje, s prekidom, glumi do danas.
Pored svog glumačkog posla, Martin Weinek se od 1993. bavi i vinogradarstvom i vinarstvom. On i njegova supruga Eva, također glumica i dramatistica, imaju svoje vinograde kod Hagensdorfa (nedaleko Heiligenbrunna). 

## Filmografija
- 1989.: Calafati Joe (televizijska serija)
- 1999. – 2004., 2008.- : Inspektor Rex (televizijska serija)
- 2004.: Silentium
- 2005.: Grenzverkehr
- 2006.: Unter weißen Segeln (epizoda Träume am Horizont)
- 2007.: Die Rosenheim-Cops (epizoda Liebe bis zum Ende)

## Vanjske poveznice
- Martin Weinek u internetskoj bazi filmova IMDb-u (engl.)
- Weinek na stranici ORF-a  Arhivirana inačica izvorne stranice od 11. lipnja 2011. (Wayback Machine) (njem.)
- Glumački profil  Arhivirana inačica izvorne stranice od 26. srpnja 2009. (Wayback Machine) (njem.)
- Weinek vina  Arhivirana inačica izvorne stranice od 29. rujna 2007. (Wayback Machine) (njem.)